# Grandes antiennes « Ô » de l'Avent

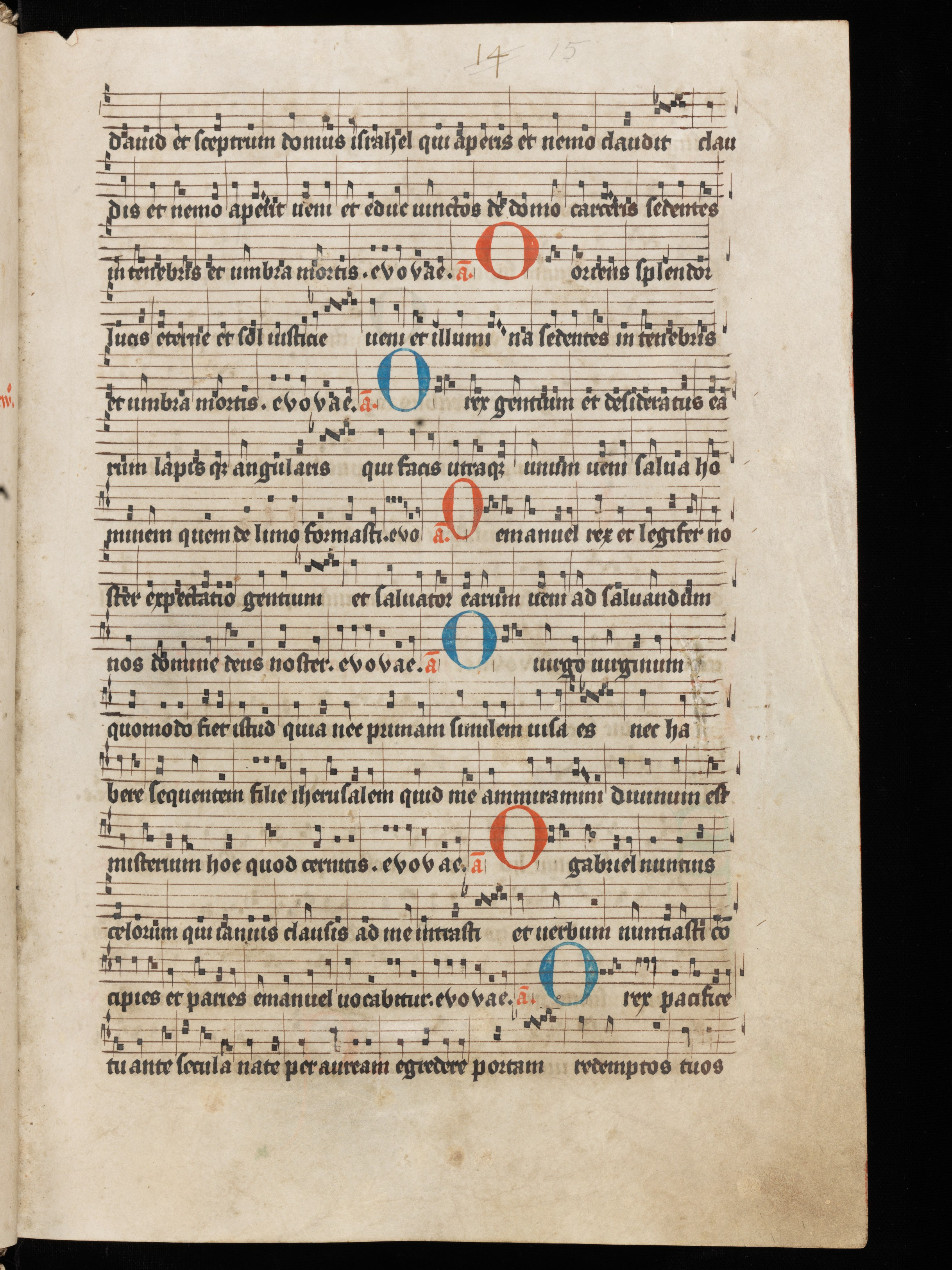
Antiphonarium pro Ecclesia Einsidlensi
(Einsiedeln, manuscrit 611), folio 15r
Titre :
Grandes antiennes Ô, Antiennes majeures etc.
Origine :
rite romain ou rite romano-franc
Usage liturgique :
antiennes pour le Magnificat, usage avant Noël
Témoignages les plus anciens :
- titres
Liber de ordine antiphonarii (Amalaire, vers 830)
- textes
Antiphonaire de Compiègne (vers 877)
Liens incertains avec :
Saint Grégoire le Grand († 604)
Alcuin († 804)
Usage historique :
rite romain, rite de Sarum, rite anglican
Sans utilisation :
rite ambrosien, rite mozarabe
Usage actuel :
rite romain (depuis 1568, approbation par Pie V), rite anglican

Les antiennes Ô sont des antiennes de la liturgie catholique latine, qui accompagnent le cantique du Magnificat aux vêpres des sept jours qui précèdent Noël, intitulées Antiphone super Magnificat. Elles sont ainsi nommées parce qu'elles commencent par l'interjection « Ô » adressée au Christ. Elles lui attribuent des titres extraits de l'Ancien Testament qui expriment l'attente messianique.
On parle à leur sujet de semaine ou octave de « Sainte Marie de l'Ô », en raison  d'une tradition qui associe la semaine qui précède Noël, scandée par ces antiennes, à une octave liturgique inversée : elle anticipe et prépare à la fête, alors qu'une octave a pour caractéristique de prolonger une solennité liturgique.
Les antiennes Ô sont désignées de différentes manières dans les livres liturgiques anciens et modernes : « Grandes antiennes », « Antiennes majeures » (antiphonae majores), « Grandes Ô », « Ô de devant Noël », « Ô de Noël », ou en France « Oleries » d'après Charles du Fresne du Cange.
Les grandes antiennes « Ô » se trouvent dans les manuscrits les plus anciens du chant grégorien.

## Manière de les chanter

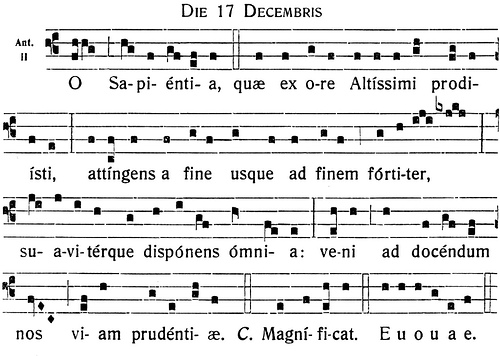
O Sapientia, la première grande antienne de l'Avent.

### Chants liturgiques de la Renaissance carolingienne

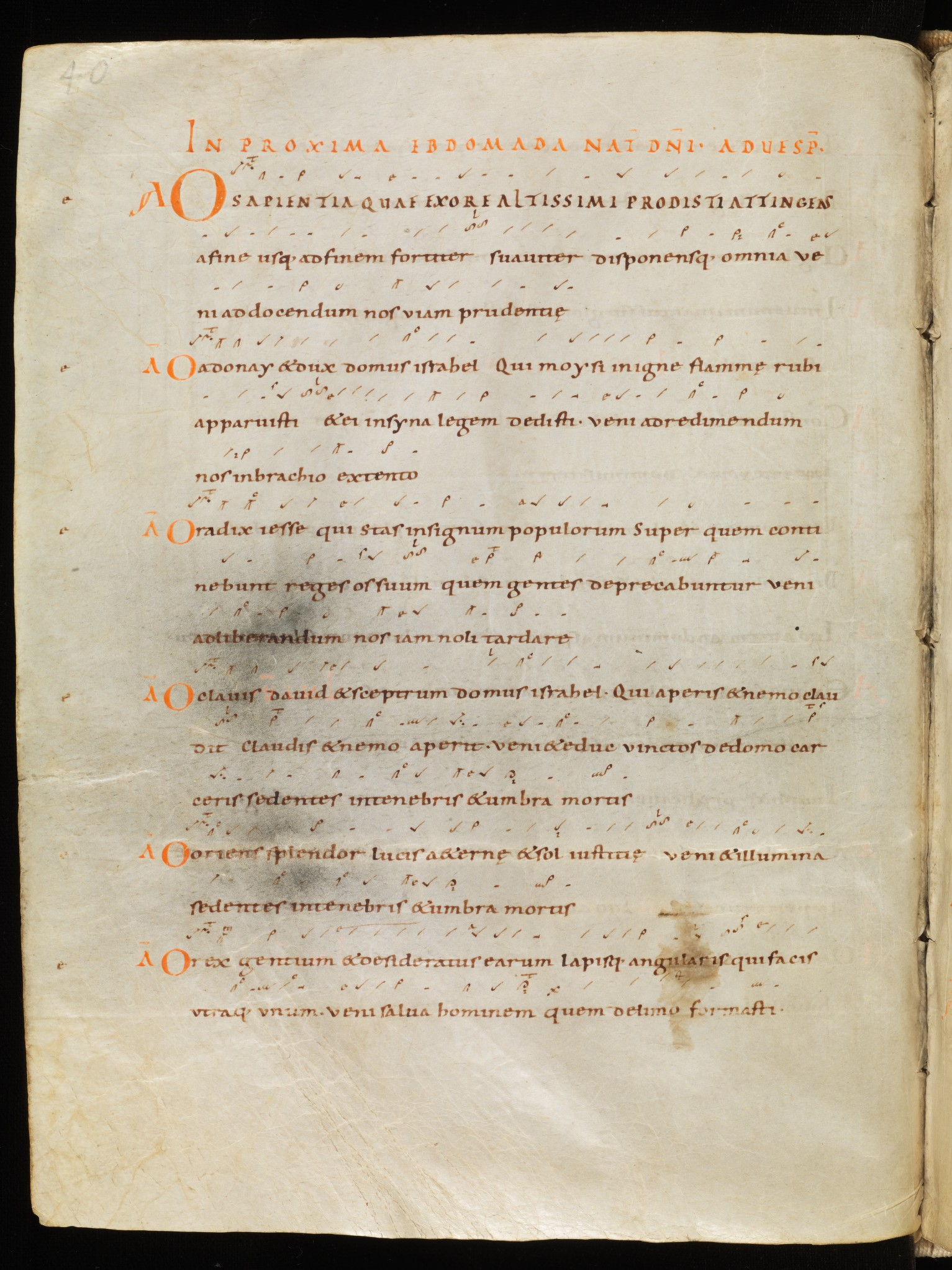
Antiennes en O dans l'antiphonaire de Hartker (cliquer pour agrandir l'image).

## Texte des antiennes